# Qualificador del Sant Ofici
Qualificador del Sant Ofici era el teòleg nomenat pel tribunal del Sant Ofici destinat a censurar llibres i proposicions o afirmacions dogmàtiques i, en algunes ocasions, dictaminar sobre qüestions dubtoses del mateix tribunal.
Els qualificadors del Sant Ofici eren especialistes en teologia i doctrina els quals tenien com a tasca principal la de detectar i delatar els textos sospitosos de contenir idees contràries a la doctrina religiosa i política, i avaluar els continguts dels escrits confiscats i les declaracions dels processats. L'acció del qualificador era, doncs, essencial dins el sistema de censura del Sant Ofici.
En general, en un primer moment, els qualificadors del Sant Ofici tenien una formació acadèmica alta, i era abundant el grau de doctor en teologia i mestre en arts. Molts eren catedràtics en teologia i arts a la universitat o lectors dels seus convents. Sovint pertanyien al clergat regular, però també al clergat secular. Durant el segle xviii va disminuir el nombre de qualificadors titulats, malgrat que llavors hi va haver molts més graduats que en els segles anteriors i va augmentar el nombre de qualificadors a Espanya a causa de les creixents activitats de censura de llibres i de proposicions. Sembla versemblant que el Sant Ofici es veiés obligat a reclutar els seus membres entre persones que no tenien formació universitària i que només havien estudiat en el seu orde religiós. Als catedràtics de teologia i de filosofia del segle xviii aquell càrrec inquisitorial ja no els atreia tant com abans. Jovellanos es queixava del baix nivell dels qualificadors de la seva època, els quals solien ser frares que no coneixien idiomes estrangers i només sabien una mica de teologia escolàstica i moral casuística.